# Ranunculus waziristanicus
Ranunculus waziristanicus är en ranunkelväxtart som beskrevs av R.A. Qureshi och M.N. Chaudhri. Ranunculus waziristanicus ingår i släktet ranunkler, och familjen ranunkelväxter. Inga underarter finns listade i Catalogue of Life.